# Triglochin mucronata
Triglochin mucronata är en sältingväxtart som beskrevs av Robert Brown. Triglochin mucronata ingår i släktet sältingar, och familjen sältingväxter. Inga underarter finns listade.